# さっち
さっちは、日本の漫画家、イラストレーター。コミカライズ『これはゾンビですか?』を連載。

## 主な作品

### 漫画
- これはゾンビですか?[1]（『月刊ドラゴンエイジ』連載、全8巻）
- サイシュー&ロイド める!!（『月刊ドラゴンエイジ』連載、全1巻）
- るーむ! ROOM NO.1301（『ドラゴンエイジピュア』連載、全2巻）

### イラスト
- ネコのおと リレーノベル・ラブバージョン
- ROOM NO.1301（著者・新井輝）
- 「自由」（ガンガンONLINE2009年4月9日）

### その他
- チャリティーイラスト本「Smile/Yell」- 東北地方太平洋沖地震関連・イラスト寄稿